# Jean Charles Cazin

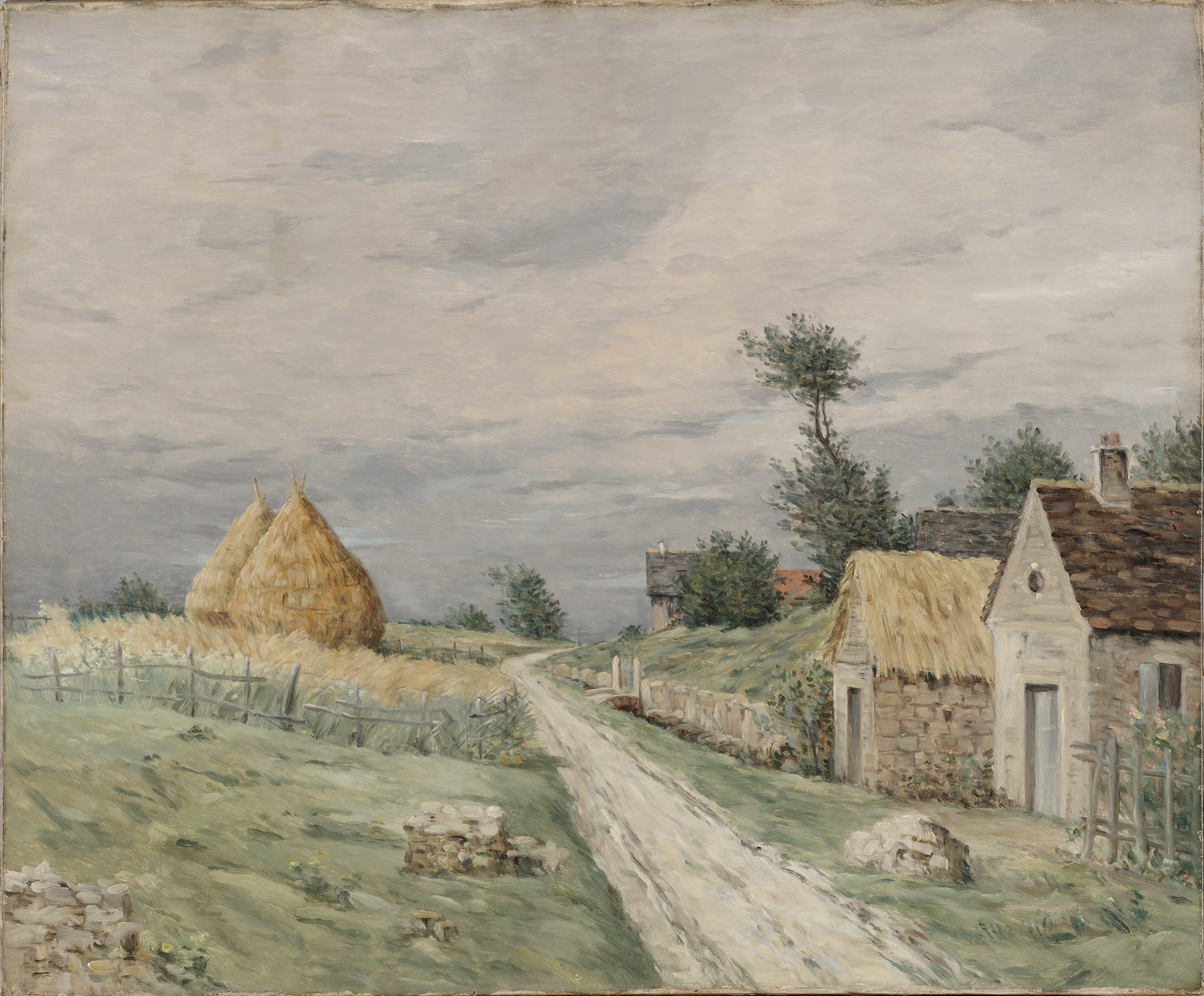
Jean Charles Cazin – Landskap

Jean Charles Cazin, född 25 maj 1841, död 17 mars 1901, var en fransk målare.
Cazin var efter en längre studietid i Paris flera år verksam i London, där han försökte grunda en konstskola. Då detta misslyckades, slog han sig på keramiska försök och utförde bruksföremål med växtdekoration (en samling av dessa finns i Luxembourgmuseet). Han vistades sedermera i Italien och Antwerpen och nådde därefter berömmelse med sina på Parissalongen utställda dukar. Han behandlade på dessa religiösa ämnen, i en nutida miljö. 1884-1888 reste Cazin på nytt till Italien och Nederländerna. Efter tiden där målade han huvudsakligen landskap, främst aftonstämningar (ett "franskt landskap" finns på Göteborgs konstmuseum). Cazin verkade även som dekoratör för staden Paris.